# Hironaga Yuji
Hironaga Yuji (sinh ngày 25 tháng 7 năm 1975) là một cầu thủ bóng đá người Nhật Bản.

## Đội tuyển bóng đá quốc gia Nhật Bản
Hironaga Yuji được triệu tập vào đội tuyển Nhật Bản tham dự Thế vận hội Mùa hè 1996.